# Фотоніка

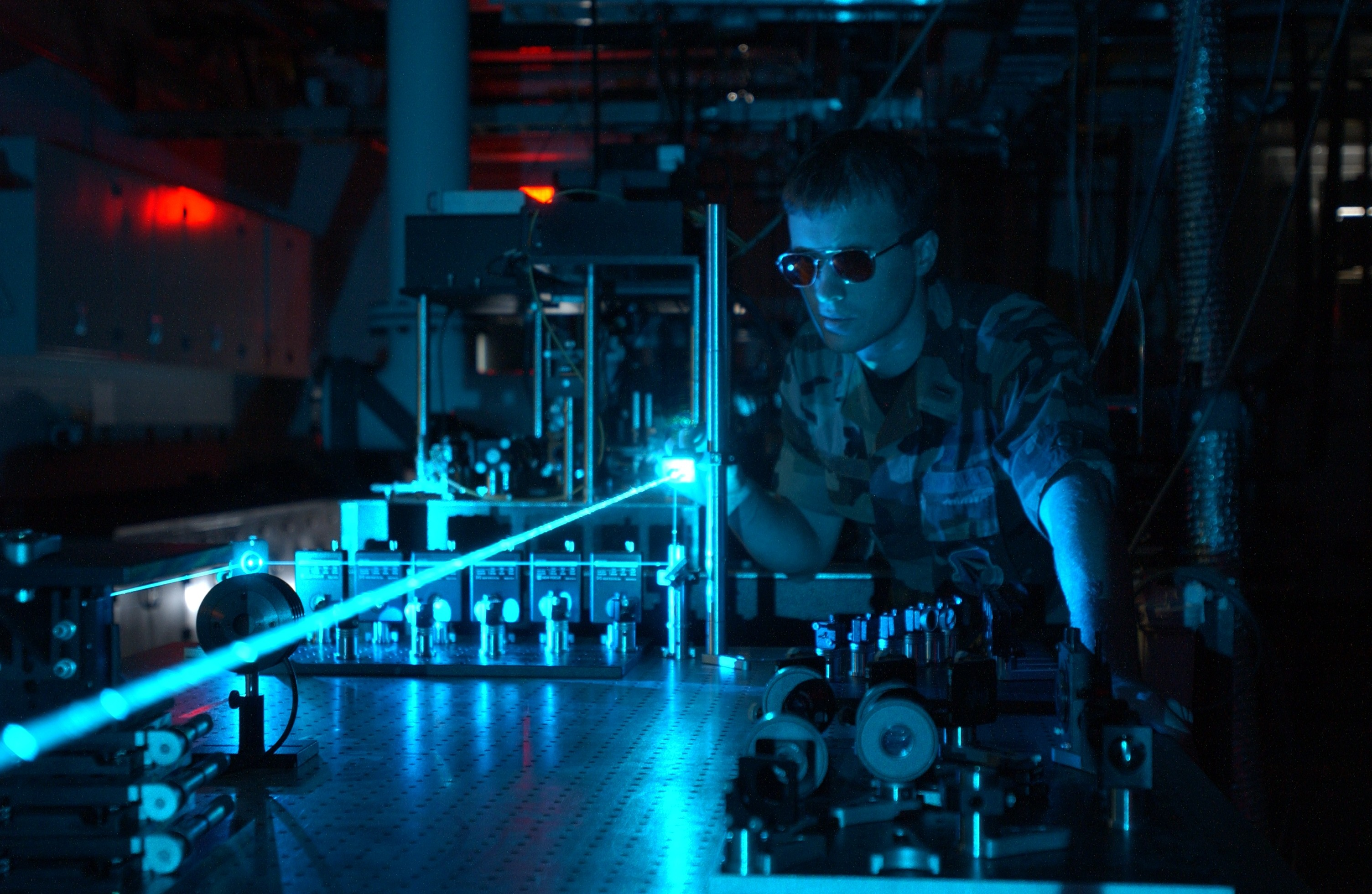
Світловий промінь, створений лазером

Фотоніка — це наука про генерацію та застосування світла та інших видів променистої енергії, квантовою одиницею якої є фотон. 
З одного боку фотоніка - це фундаментальна наука, що вивчає фізичні основи відповідних явищ. З іншого - галузь технології, що займається застосуванням цих знань до практичних задач.
У компетенцію фотоніки входить:
- випромінювання (емісія) світла за допомогою лазерів та інших джерел світла
- передавання його на відстані, наприклад, за допомогою волоконної оптики
- керування напрямком поширення, відхилення
- підсилення
- реєстрація за допомогою оптичних та електронних приладів

Застосування фотоніки включають в себе генерацію енергії, її детектування, спектроскопічний аналіз речовин, оптичні засоби зв'язку та передачі інформації.

## Історія фотоніки
Фотоніка як область науки почалася в 1960 з винаходом лазера, а також з винаходу лазерного діода в 1970-х з подальшим розвитком волоконно-оптичних систем зв'язку як засобів передачі інформації, що використовують світлові методи. Ці винаходи сформували базис для революції телекомунікацій в кінці XX-го століття, і послужили підмогою для розвитку Інтернету.
Історично, початок вживання в науковому співтоваристві терміна «фотоніка» пов'язаний з виходом у світ в 1967 книги академіка А. Н. Тереніна «Фотоніка молекул барвників». Трьома роками раніше за його ініціативою на фізичному факультеті ЛДУ була створена кафедра біомолекулярної і фотонної фізики, яка з 1970 р. називається кафедрою фотоніки.
А. Н. Теренін визначив фотоніку як «сукупність взаємопов'язаних фотофізичних і фотохімічних процесів». У світовій науці набуло поширення пізніше і більш широке визначення фотоніки, як розділу науки, що вивчає системи, в яких носіями інформації є фотони. У цьому сенсі термін «фотоніка» вперше прозвучав на 9-му Міжнародному конгресі по швидкісній фотографії (Denver. USA. 1970).
Термін «Фотоніка» почав широко вживатися в 1980-х у зв'язку з початком широкого використання волоконно-оптичної передачі електронних даних телекомунікаційними мережевими провайдерами (хоча у вузькому вживанні оптичне волокно використовувалося і раніше). Використання терміна було підтверджено, коли співтовариство IEEE підготувало архівну доповідь з назвою «Photonics Technology Letters» наприкінці 1980-х.
Протягом цього періоду приблизно до 2001 р. фотоніка як область науки була значною мірою сконцентрована на телекомунікаціях. З 2001 року термін «Фотоніка» також охоплює величезну область наук і технологій, у тому числі:
- лазерне виробництво,
- біологічні та хімічні дослідження,
- зміна клімату та екологічний моніторинг,
- медична діагностика і терапія,
- технологія показу і проєкції,
- оптичне обчислення.

## В Україні
В Україні фахівців з фотоніки готує кафедра експериментальної фізики фізичного факультету Київського національного університету імені Тараса Шевченка.(в межах спеціальності Е5/104 фізика та астрономія)

## Додаткова література

### Книги
- Серія книг Optics and Photonics (Routledge, 2014-2023+)
- Серія книг Series in Optics and Photonics (World Scientific, 1989-2022+)
- Серія книг IOP Series in Emerging Technologies in Optics and Photonics (IOP Publishing, 2017-2023+)
- Dobrzyński Leonard; Akjouj Abdellatif; El Boudouti El Houssaine та ін. (2021). Photonics. Interface transmission tutorial book series. Amsterdam Kidlington, Oxford Cambridge, MA: Elsevier. ISBN 978-0-12-819388-4.

### Журнали
- Nature Photonics (сайт, Nature Portfolio)
- IEEE Photonics Technology Letters (Institute of Electrical and Electronics Engineers)
- Laser and Photonics Reviews (Wiley-VCH)
- ACS Photonics (American Chemical Society)
- IEEE Photonics Journal (Institute of Electrical and Electronics Engineers)
- Nanophotonics (Walter de Gruyter)
- Advances in Optics and Photonics (Optica Publishing Group)
- Journal of Biophotonics (Wiley-VCH)
- та інші.

| Фізика | Це незавершена стаття з фізики. Ви можете допомогти проєкту, виправивши або дописавши її. |